# هنادی سوشکو
هنادی سوشکو (اوکراینی: Геннадій Миколайович Сушко؛ زادهٔ ۲۸ ژانویهٔ ۱۹۷۰) بازیکن فوتبال اهل اوکراین است.
از باشگاه‌هایی که در آن بازی کرده‌است می‌توان به باشگاه فوتبال زوریا لوهانسک، باشگاه فوتبال اسپارتاک ایوانو-فرانکیفسک، باشگاه فوتبال ژمچوژینا-سوچی، و باشگاه فوتبال ماریوپول اشاره کرد.